# 벨기에 공주 앙리에트
앙리에트 마리 샤를로트 앙투아네트(Henriette Marie Charlotte Antoinette, 1870년 11월 30일 ~ 1948년 3월 28일)는 벨기에의 공주, 작센코부르크고타 공녀, 작센의 공녀이자, 결혼 이후로는 방돔 공작부인이다. 그녀는 벨기에 왕 레오폴 2세의 동생인 플랑드르 백작 필리프 왕자와 마리아 폰 호헨촐레른지크마링엔의 딸이다.
앙리에트는 벨기에 왕 알베르 1세의 큰누나이기도 하다. 그녀는 1896년 방돔 공작 에마뉘엘 도를레앙과 결혼하였으며, 4명의 자식을 두었다. 파리 사교계에서 활발히 활동하던 그녀는 뇌이쉬르센에서 벨 에포크 시기 전반에 걸쳐 귀족, 예술가, 작가들을 맞이하였다. 이 작은 세계는 마르셀 프루스트의 문학 작품에 있어 큰 영감이 되기도 하였다. 제1차 세계 대전 동안, 앙리에트는 런던으로, 칸으로, 라 판으로, 동생 알베르 왕이 독일군에 맞서던 벨기에로 계속 여행을 다녔다. 그녀는 여러 부상병 치유 센터에서 중요한 역할을 하였으며, 영국과 프랑스로 피난간 벨기에 난민들의 생활 조건을 향상시켰다.
1920-21년 겨울 동안 앙리에트는 남편과 함께 북아프리카로 여행을 가서 수채화가로서의 자신의 재능을 십분 발휘했다. 1922년, 그녀는 오트사부아 뤼그랭에 있는 블로네 저택(투롱드라고 불리기도 함)을 얻게 되었다. 정치적으로 그녀는 샤를 모라스와 그가 주도한 운동인 악시옹 프랑세즈에 다가갔다. 1931년 미망인이 된 앙리에트는 거의 파산 직전이었으며 역사와 여행 작품 몇권을 출간했다. 1940년 투롱드에 자리를 잡은 그녀는 제2차 세계 대전이 끝날 때까지 그곳에서 거주했다. 가족들이 처한 상황때문에 낙담한 그녀는 망명한 고타 가문원들과 계속 자주 만났다. 경제적 어려움과 악화되는 건강으로 인하여 앙리에트는 시에르로 이주하지만, 도착하고 3주가 지난 1948년 3월 28일 그곳에서 사망한다.

## 생애

### 유년기

플랑드르 백작부인과 그녀의 자식들, 앙리에트, 알베르, 보두앵, 조제핀, 1878년 장 귄터 촬영.

앙리에트는 1870년 11월 30일, 플랑드르 백작 저택에서 쌍둥이 자매 조제핀 드 벨지크와 함께 태어났다. 아버지는 플랑드르 백작 필리프(벨기에 왕 레오폴 2세의 동생)이며 어머니는 플랑드르 백작부인 마리로, 둘은 브뤼셀 레장스 로(路, Rue de la Régence)에 위치하여 왕가광장(Place Royale) 구석에 자리잡은 플랑드르 백작 저택을 소유하였다. 백작 저택은 1982년부터 감사원(Cour des comptes) 건물로 쓰였다. 쌍둥이는 12월 29일 생자크쉬르쿠당베르 대성당에서 세례받았다. 앙리에트의 쌍둥이 자매인 조제핀은 한달 반이 조금 지난 1871년 1월 18일 경련으로 인하여 사망하였다.
앙리에트는 보두앵 왕자의 여동생이자, 조제핀 공주(앞서 언급된 요절한 쌍둥이 자매 조제핀하고는 동명이인)의 언니이며, 훗날 왕이 될 알베르 1세의 누나이다. 앙리에트 공주는 여러 유럽 왕족들을 친척으로 두었다. 친가쪽으로 앙리에트는 벨기에 왕 레오폴 2세와 멕시코 황후 샤를로트의 조카딸이었다. 외삼촌인 루마니아 왕 카롤 1세는 호헨촐레른지크마링엔 가문의 일원이었다. 여동생 조제핀과 결혼한 형부 카를 안톤 왕자 역시 호헨촐레른지크마링엔 가문 출신이다. 앙리에트의 이름은 그녀의 대모이자 고모이던 벨기에 왕비 마리앙리에트의 이름에서 따왔다. 그녀는 외할아버지 카를 안톤 폰 호헨촐레른지크마링엔(앞서 언급된 카를 안톤하고는 동명이인)의 대녀(代女)이기도 하다.
명랑한 소녀였던 앙리에트는 부모의 저택에서 개인 교사들로부터 세심한 교육을 받을 수 있었다. 6살 무렵부터 그녀는 아일랜드인 가정 교사 마리아 맥 셰인으로부터 영어를 배웠으며, 조제핀의 프랑스인 가정 교사로부터는 문학과 역사를 배웠다.

### 자손
방돔 공작 에마뉘엘과의 결혼에서 앙리에트는 총 4명의 자식을 낳았다.
- 마리루이즈(Marie-Louise, 1896-1973), 1916년 필리프 드 부르봉시실(1885-1949)와 초혼하고 아들 가에탕(Gaëtan, 1917-1984) 하나를 낳고 1925년 이혼. 이후 1928년 월터 킹슬랜드(1888-1961)과 재혼. 그 뒤로는 자식 없음.

- 소피(Sophie, 1898-1928), 죽을 때까지 결혼하지 않았음.
- 즈느비에브(Geneviève, 1901-1983), 1923년 샤포네 후작 앙투안(1893-1956)과 결혼하여 자식 둘, 앙리안(Henryane, 1924-2019)과 피에르에마뉘엘(Pierre-Emmanuel, 1925-1943)을 낳았음. 두 자식 모두 독신.
- 느무르 공작 샤를필리프(Charles-Philippe, duc de Nemours, 1905-1970), 1928년 가족의 동의를 받아 미국 여인 마가렛 왓슨(Margaret Watson, 1899-1993)과 결혼. 자식 없음.

2020년, 앙리에트의 후손 가운데 유일하게 살아있는 이는 외손자 가에탕 드 부르봉시실의 자손이다.

### 벨 에포크

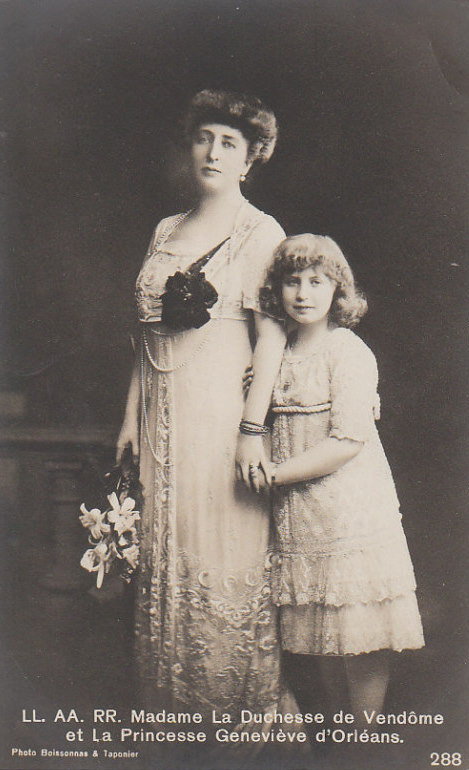
앙리에트와 딸 즈느비에브. 1910년 무렵 프레데리크 부아소나, 앙드레 타포니에 촬영.

젊은 부부는 결혼 초반부터 뇌이쉬르센 보르게즈 로(路, Rue Borghèse) 10번가에 위치한 저택에 자리를 잡았다. 이 장소는 앙리에트로 하여금 매우 친밀히 지낸 친정 부모님과 너무 멀리 떨어지지 않게끔 해주었다. 벨기에에 머물 무렵, 앙리에트의 남동생 알베르는 매형 에마뉘엘을 좋게 보지 않았는데, 에마뉘엘의 과시하는 듯한 신앙심을 보고 자신도 모르는 사이 그를 "성 에마뉘엘"이라고 불렀다. 에마뉘엘과 앙리에트는 얼마 지나지 않아 벨 에포크 시기 파리 사교계의 유명한 일원이 되었다.
1897년 5월 4일, 방돔 공작부인 앙리에트는 바자르 드 라 샤리테 16번 카운터 주재장이었으나 이 날은 참석하지 않았는데, 이 날 이곳에서 일어난 화재로 그녀의 시어머니가 사망하였다. 이 때 앙리에트는 남편과 브뤼셀에 머물고 있었는데, 이 소식을 듣고 급히 이 사건으로 비통해하고 상처입은 시아버지 페르디낭 달랑송이 있던 파리로 갔다. 알랑송 공작부인의 장례식에서 알베르 드 벨지크는 사장어른의 조카딸이던 엘리자베트 인 바이에른과 만난다. 앙리에트는 뇌이에 있는 자신의 저택에서 둘이 만나게끔 도와주고 서로 친해지게 도와줬다. 둘은 앙리에트의 도움을 받으며 3년 후 결혼하게 된다. 앙리에트는 돌아가신 시어머니가 지원해 주던 자선 사업을 계속 해나갔다.

## 문화와 지명(地名)

### 문학
앙리에트가 보르게즈 로에 위치한 저택에서 맞이한 손님들 가운데서는 마르셀 프루스트의 <잃어버린 시간을 찾아서>의 등장인물, 로베르 드 생루의 원형이 된 클레망 드 모니(Clément de Maugny) 자작 역시 있었다. 필경 모니의 절친이던 방돔 공작부인 앙리에트 역시 또 다른 프루스트적 인물인 빌파리지 후작부인의 모델 중 하나였다고 볼 수 있으리라.

## 칭호
- 1870년 11월 30일 - 1891년 3월 14일

작센코부르크고타 공녀, 작센의 공녀 앙리에트 아기시 (Son Altesse Royale la princesse Henriette de Saxe-Cobourg et Gotha, duchesse en Saxe)
- 1891년 3월 14일 - 1896년 2월 12일

벨기에 공주, 작센코부르크고타 공녀, 작센의 공녀 앙리에트 아기시 (Son Altesse Royale la princesse Henriette de Belgique, princesse de Saxe-Cobourg et Gotha, duchesse en Saxe)
- 1896년 2월 12일 - 1948년 3월 28일

방돔 공작부인 자가 (Son Altesse Royale la duchesse de Vendôme)